# Münchener Verein

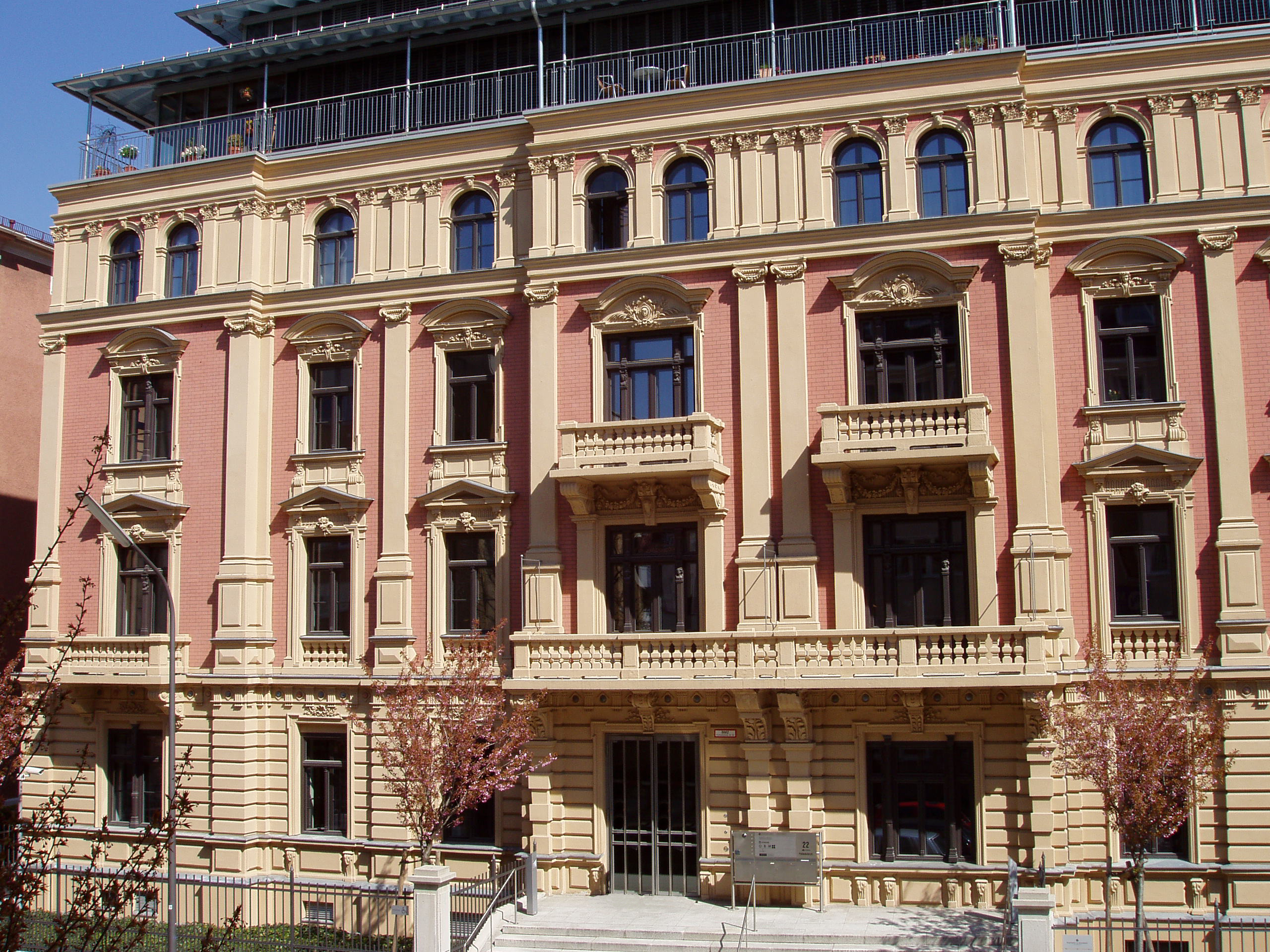
Das Palais Ingenheim-Molitor in der Pettenkoferstraße 20–22 ist eines der Gebäude des Münchener Verein am Standort München

Der Münchener Verein ist eine unabhängige deutsche Versicherungsgruppe mit Unternehmenssitz in München-Ludwigsvorstadt und Mitglied im Gesamtverband der Deutschen Versicherungswirtschaft (GDV).
Die Versicherung bietet ein breites Tarifspektrum in der Kranken-, Lebens- und Sachversicherung an.

## Geschichte
Initiator und Begründer des Münchener Verein im Jahre 1922 war der damalige Präsident des Bayerischen Gewerbebundes, der bayerische Landtagsabgeordnete Andreas Wagner (1871–1928).
Wagner, der als engagierter Handwerkspolitiker über die bayerischen Grenzen hinaus bekannt war, verwirklichte die Idee, eine soziale und wirtschaftliche Selbsthilfeeinrichtung für das Handwerk und das Gewerbe zu schaffen. Auf Veranlassung Wagners wurde das Bundespräsidium des Bayerischen Gewerbebundes am 17. Juli 1921 beauftragt, sich mit der Errichtung einer eigenen Krankenkasse für das bayerische Handwerk zu beschäftigen.
Am 13. Dezember 1921 beschloss der Bayerische Gewerbebund die Einrichtung einer Krankenkasse für den bayerischen gewerblichen und kaufmännischen Mittelstand. Der Beschluss wurde am 20. April 1922 mit der Gründung der Versicherungsanstalt des Bayerischen Gewerbebundes umgesetzt. Diese Versicherungsanstalt ist die Rechtsvorgängerin der Münchener Verein Krankenversicherung a. G.
Seit 1936 führt die Versicherungsgruppe den einheitlichen Namen „Münchener Verein“.
Der Münchener Verein war von den Folgen des Zweiten Weltkrieges aufgrund der Zerstörung des Hauptverwaltungsgebäudes in der Pestalozzistraße und der Bezirksverwaltung für Oberbayern in der Pettenkoferstraße stark betroffen. Der Wiederaufbau des Unternehmens wurde dadurch erleichtert, dass alle bestehenden Kunden- und Vertragsdaten über den Zeitraum des Zweiten Weltkriegs hinweg gesichert werden konnten.
Der Münchener Verein ist seit September 2020 Mitglied der Deutschen Klimavereinbarung und hat eine umfassende Nachhaltigkeitsstrategie entwickelt, die Umwelt-, Sozial- und Governance-Kriterien (ESG) integriert.
Wichtige Aspekte umfassen das Management von Klimarisiken, die Reduktion des CO2-Fußabdrucks und die Ausrichtung der Investitionen an den Zielen des Pariser Abkommens. Dabei werden sowohl staatliche als auch Unternehmensanleihen nach strengen Nachhaltigkeitskriterien ausgewählt.
2023 wurde ein neues Bürogebäude mit dem Namen das max (in Anlehnung an Max von Pettenkofer) neben dem Palais Ingenheim-Molitor in der Münchener Pettenkoferstraße fertiggestellt.

## Struktur
Das Unternehmen ist mit 5 Vertriebsdirektionen, 3 Landesdirektionen, 7 Geschäftsstellen und 34 Maklervertriebsbereichen deutschlandweit tätig.
Die Versicherungsgruppe besteht aus folgenden Unternehmen:
- Münchener Verein Krankenversicherung a. G., gegründet 1922 als Versicherungsanstalt des Bayerischen Gewerbebundes
- Münchener Verein Lebensversicherung AG, in der Rechtsform einer VVaG gegründet 1927
- Münchener Verein Allgemeine Versicherungs-AG, gegründet 1956

Die Krankenversicherung des Münchener Verein wird in der Rechtsform des Versicherungsvereins auf Gegenseitigkeit geführt. Die Versicherungsnehmer der Gesellschaft sind Mitglieder und zugleich Eigentümer des Versicherungsvereins. Die als Aktiengesellschaft bestehende Lebensversicherung und Allgemeine Versicherung sind 100 %-Töchter der Krankenversicherung.